# Zbójnicki Wierch
Zbójnicki Wierch (słow. Zbojnicky vrch, 720 m) – szczyt w Górach Lubowelskich, które w polskiej regionalizacji z 2018 r. zaliczane są do Pogórza Popradzkiego. Znajduje się na Słowacji, w bocznym, północno-wschodnim odgałęzieniu grzbietu Magura Kurczyńska (894 m) – Na kamennú dráhu (798 m). Jego północno-wschodnie stoki opadają do Popradu, południowo-wschodnie do dolinki potoku Kurčinský potok, północno-zachodnie do dolinki potoku bez nazwy. Obydwa są dopływami Popradu.
Zbójnicki Wierch jest całkowicie zalesiony i nie prowadzi przez niego żaden znakowany szlak, istnieją jednak nieznakowane ścieżki.